# Мартейн ван Гастерен
Мартейн ван Гастерен (нід. Martijn van Haasteren; нар. 12 вересня 1980) — колишній нідерландський тенісист.
Найвищу одиночну позицію світового рейтингу — 474 місце досяг 6 лютого 2006, парну — 117 місце — 12 лютого 2007 року.

## Титули на челленджерах

### Парний розряд: (3)
| Ранг | Рік  | Турнір               | Покриття | Партнер    | Суперники                        | Рахунок          |
| ---- | ---- | -------------------- | -------- | ---------- | -------------------------------- | ---------------- |
| 1.   | 2006 | Дублін, Ірландія     | Килим    | Яспер Сміт | Колін Флемінг Джеймі Маррей      | 6–3, 2–6, [10–8] |
| 2.   | 2006 | Гельсінкі, Фінляндія | Тверде   | Яспер Сміт | Ернестс Гулбіс Денісс Павловс    | 7–6(8–6), 6–2    |
| 3.   | 2007 | Гренобль, Франція    | Тверде   | Яспер Сміт | Фредерік Нільсен Мартін Педерсен | 6–3, 6–1         |